# Podlipščica (Ljubljanica)
Podlipščica, v spodnjem toku na področju Ljubljanskega barja tudi Črna mlaka, je potok, ki ima povirje v bližini naselij Smrečje v občini Vrhnika oziroma Rovte v občini Logatec. Nekaj sto metrov zahodneje, na drugi strani Jerebovega griča, začenja svojo strugo reka Sora. Potok teče po Podlipski dolini. Kot večja povirna kraka se mu pridružita Hleviški graben in Smrečji graben. Podlipščica teče skozi vas Podlipa, pod imenom Črna mlaka pa se v bližini Sinje Gorice kot levi pritok izliva v Ljubljanico.